# Massey Lopes (4e baron de Roborough)
 (janvier 2023).
Massey John Henry Lopes, 4e baron Roborough (né le 22 décembre 1969) est un pair héréditaire britannique et un membre conservateur de la Chambre des lords.

## Biographie
Lord Roborough devient membre de la Chambre en octobre 2022, après avoir été l'un des deux vainqueurs d'une élection partielle des pairs héréditaires pour remplacer à la fois le vicomte Ullswater et le Lord Colwyn.
Selon sa déclaration de candidat, Lord Roborough passe sa carrière dans la banque d'investissement et la gestion; il est marié et père de cinq enfants et partage son temps entre Londres et le Devon.